# Мойсеєнко Ірина Павлівна
Мойсеєнко Ірина Павлівна (23 червня 1955, Львів) — українська економістка, докторка економічних наук (2010), професорка (2012). Фахівець у галузі економічної безпеки, інвестування та управління інтелектуальним потенціалом.

## Біографія
Ірина Мойсеєнко народилася 23 червня 1955 року у місті Львів. У 1978 році закінчила Львівський університет за спеціальністю економічна кібернетика.
Працювала у фінансових структурах. У 2003—2008 роках обіймала посаду завідувача кафедри фінансів Львівського інституту Міжрегіональної академії управління персоналом. З 2009 до 2012 року — завідувачка кафедри фінансово-економічної безпеки, з 2012 до 2021 року — професор кафедри фінансів Львівського університету внутрішніх справ. У 2021 р. — професор кафедри девелопменту нерухомості, обліку і маркетингу Придніпровської державної академії будівництва та архітектури[джерело?], а з 2022 року — професор кафедри економіки і фінансів факультету «Економіки і права» Університету Яна Длугоша в Ченстохові (Польща)[джерело?].

## Наукова діяльність
Дослідження Ірини Мойсеєнко зосереджені на теорії систем, економічній безпеці, проектуванні складних соціально-економічних систем, методах економічних досліджень та управлінні інтелектуальним потенціалом.

## Основні праці
- Інвестування: Навчальний посібник. — Київ: Знання, 2006. — 490 с.
- Ринок фінансових послуг: навчальний посібник.  [2-ге вид., доповн і переробл]. — Київ: МАУП, 2006. — 360 с.
- Економічна та фінансова діагностика: Навчальний посібник / Мойсеєнко І. П., Городня Т. А. — Львів: «Магнолія 2006», 2008. — 282 с.
- Управління інтелектуальним потенціалом. — : монографія. — Львів: Аверс, 2007. — 304 с.
- Управління фінансово-економічною безпекою підприємства: Навчальний посібник*. — Львів: Видавництво ЛьвДУВС, 2011. — 320с.
- Мойсеєнко І. П., Гинда О. М., Ярмол Л. В. Основи підприємницької діяльності: навчальний посібник. — Львів, Львівський інститут МАУП, 2007. — 360 с.
- Управління персоналом. / Мойсеєнко І. П., Лелик Л. І., Гринькевич О. С. та ін. — Львів, Львівський інститут МАУП, 2007. — 280 с.
- Мойсеєнко І., Ревак І., Миськів Г., Чапляк Н. Інвестиційний аналіз: Навч. посіб. — Львів.: ЛДУВС, 2020. — 300 с.